# Vuoksa
Vuoksa (rusky Вуокса, finsky Vuoksi) je řeka ve Finsku (Jižní Karélie) a v Leningradské oblasti v Rusku. Je 156 km dlouhá (143 km na území Ruska). Její povodí má velikost 62 700 km².

## Průběh toku
Řeka odtéká z jezera Saimaa. Jednotlivé úseky řeky jsou přerušené velkým množstvím vodopádů a prahů, které se střídají s jezery. Na horním toku se prosekává hřbetem Salpausselkä, kde vytváří Imaterské peřeje. Zhruba po 80 km od svého počátku se řeka u Boryševa značně rozšiřuje a vytváří jezero, ze kterého vytékají dvě hlavní ramena. Na sever odtéká vlastní Vuoksa a na východ vytéká Losovský kanál do Suchodolského jezera a dále řeka již pod jménem Burnaja ústí v Solevjevu do Ladožského jezera.
Severní tok protéká Balachanovským jezerem a několika rameny vtéká do jezera Vuoksa. Odtud pak ve městě Priozersk vtéká asi 4,5 km dlouhým korytem do Ladožského jezera. Severně od města pak teče nejmenší, asi 6 km dlouhé, rameno Vuoksy – Tichaja.
Již asi 30 km po odtoku ze svého počátku se řeka dostává na úroveň 9 m nad mořem a na dlouhém zbývajícím úseku se hladina mění o pouhé 4 m, z toho 2 m jsou vysoké peřeje před vtokem do Ladožského jezera.[zdroj?]

## Vodní režim
Průměrný průtok v rameně Burnaja je 537 m³/s.

## Využití
Vuoksa je bohatá na ryby.

## Historie
Losovský kanál původně odvodňoval Suchodolské jezero, ale v roce 1818 si za velké povodně voda našla přímou cestu do Ladožského jezera. Úroveň hladiny Suchodolského jezera klesla o sedm metrů a kanál vyschnul. Prokopán byl znovu v roce 1857, ale voda již jím začala proudit obráceně. Vodu z Vuoksy tak začal nově odvádět.